# Arkenu
Koordinaten: 22° 3′ 52″ N, 23° 45′ 11″ O

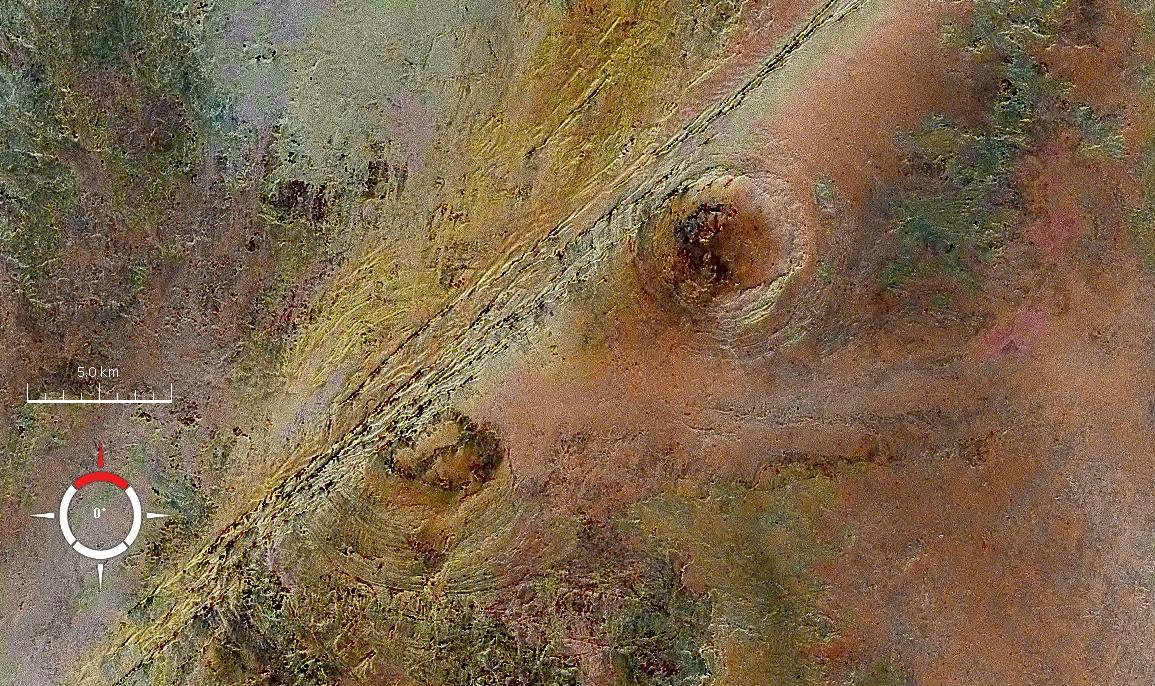
Landsat-Bild der Krater von NASA World Wind.

Die Arkenu-Krater sind ein Paar von erodierten Einschlagkratern in der östlichen Sahara von al-Kufra in Libyen. Etwa 70 km östlich liegt das Massiv des Jabal Arkanu. 
Sie haben einen Durchmesser von 10 bzw. 6,8 Kilometer. Sie sind wahrscheinlich zur gleichen Zeit entstanden, als Resultat eines doppelten Einschlags vor weniger als 140 Millionen Jahren (Kreidezeit oder jünger). Beide Krater sind an der Oberfläche noch zu sehen.
Auf Basis neuerer Untersuchungen wird bezweifelt, dass es sich bei den Strukturen um Einschlagkrater handelt. Es wird  stattdessen angenommen, dass sie das Ergebnis von Erosion sind. Die Arkenu-Strukturen wurden deshalb aus der Earth Impact Database gestrichen.